# Őraljaboldogfalva

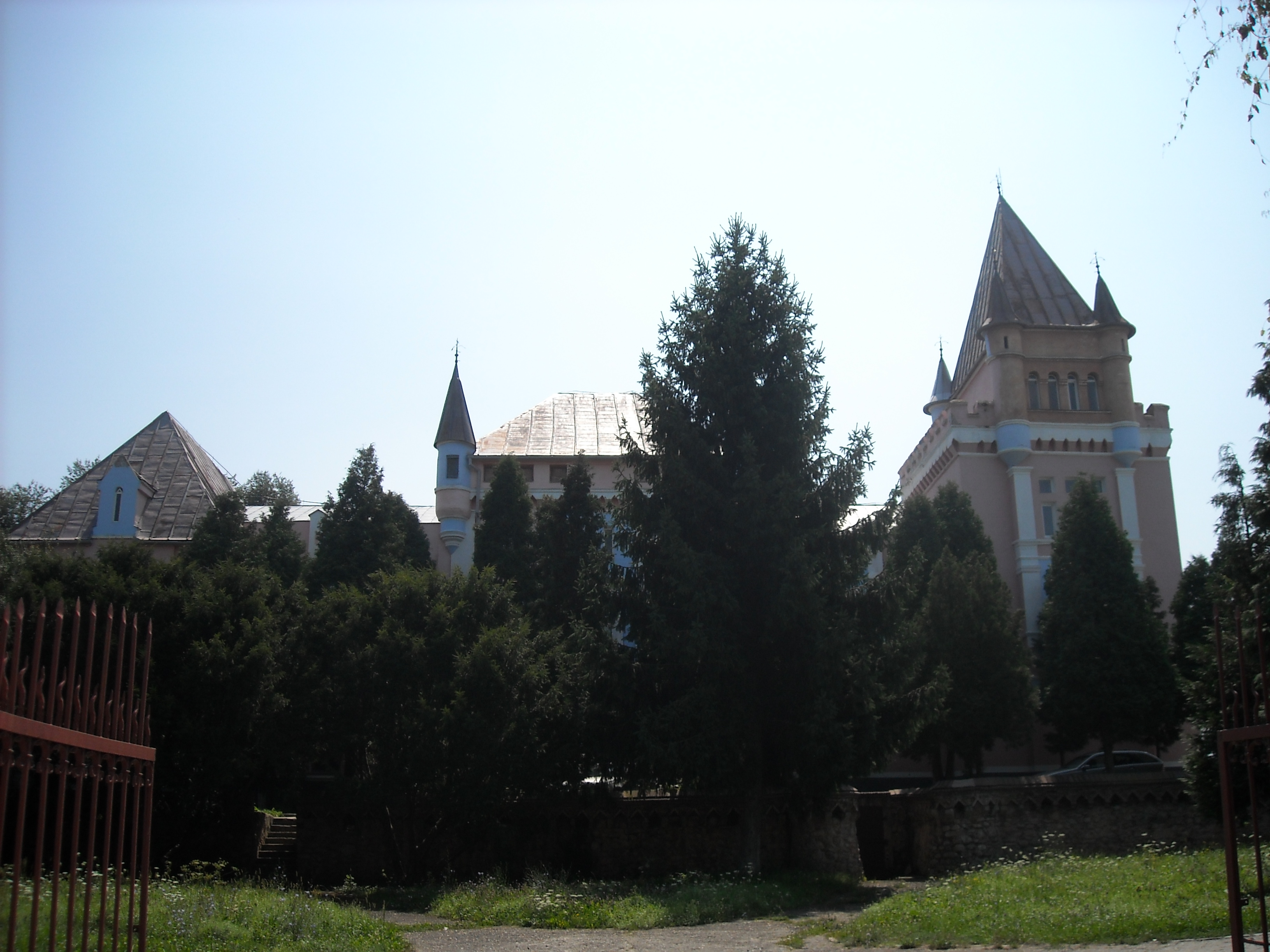
A Kendeffy-kastély

Őraljaboldogfalva (románul Sântămăria-Orlea) falu Romániában, Erdélyben, Hunyad megyében.

## Fekvése
Hátszegtől 3 km-re délkeletre, a Sztrigy bal partján fekszik.

## Nevének eredete
A Boldogfalva név – éppúgy mint román nevének előtagja – Szűz Máriára utal. 1315-ben de v. Sancta Marie, 1447-ben Bodogazzonfalva néven említették. Román nevének utótagja egy középkori magyar *Váralja alakból fejlődhetett ki, amely Hátszeg várára utalt. Ezt az elemet a 18. században a magyar névhez is hozzáadták, majd később népetimológia útján a mai Őralja- alakban értelmezték. 1769-ben Orliá Bóldogfalva vel Szt. Maria, 1861-ben Oralja-Boldogfalva, 1880-ban Öralja-Boldogfalva.

## Népessége
- 1785-ben 174 lakosa volt. Ugyanekkor a vármegye 23, az ortodox főesperesség 65 ortodox családfőt számolt össze. A református egyháznak 1766-ban 21 tagja volt, a görögkatolikus egyházközséget 1790-ben 150 lélekkel vették föl.[2]
- 1850-ben 272 lakosából 218 volt román és 44 magyar nemzetiségű; 222 görögkatolikus, 26 református és 21 római katolikus vallású.
- 1910-ben 690 lakosából 365 volt román, 183 magyar, 107 főleg olasz és 28 német anyanyelvű; 245 görög és 170 római katolikus, 139 ortodox és 25 református vallású.
- 2002-ben 881 lakosából 817 volt román, 33 magyar és 18 egyéb nemzetiségű; 722 ortodox, 62 római katolikus, 31 református, 22 pünkösdista és 13 baptista vallású.

## Története
A középkorban vásáros település volt a hátszegi vár alatt, katolikus plébániával és valószínűleg magyar–román lakossággal. I. Ulászló 1442-ben „possessionem nostram wolachicalem Bodogazzonfalwa” Hunyadi János familiárisának, a pestényi Andreasnak adta, majd 1447-ben Hunyaditól a Kendeffy család elődei kapták meg. Ekkor oppidumnak írták, éves vásárral. 1453-ban a dévai várhoz, 1506-ban és 1510-ben a vajdahunyadi várhoz tartozott. 1555-ben már létezett református egyháza. Báthory Kristóf 1578-ban megerősítette jogát hetivásár és évi négy országos vásár tartására (Szent Andráskor, a húsvét előtti csütörtökön és az ezeket követő ünnepnapokon). 1667-es, I. Apafi Mihály által jegyzett szabadalma már virágvasárnapra, pünkösd utáni csütörtökre, szeptember 8-ra és november 30-ra tette országos vásárainak időpontját. 1697-ben református lelkésze, Viski János készítette a máig fennmaradt másolatot Fogarasi István román nyelvű zsoltárfordításáról (Aluj Szvent David Kraj sj Prorokul oszutye si csincsdzecs de Soltari). Az egyházközség 1766-ban tizenkét férfit és kilenc asszonyt számlált. A Kendeffyek uradalmi központja volt. 1824-ben Kendeffy Ádám iskolát szervezett a különböző felekezetű gyermekek számára, ahol 1843-ban a magyar és román ábécét, a magyar és román nyelvű számolást és a Kiskátét (ugyancsak magyarul és románul) tanították. Az iskola 1860-ig működött. Mellette 1852-ben a görögkatolikusok is iskolát szerveztek, amelyet 1876-ban a község vett át, de nemsokára bezárták. 1885-ben a református lelkész vette kezébe az oktatást. Később magyar iskolája működött, 1960-ig.
A 19. század második és a 20. század első felében jelentős juhvásárokat tartottak benne. (A századfordulón a vásárokat felváltva tartották itt és a szomszédos Hátszeg területén.) Az 1890-es években Giovanni Peccol fűrészüzeméhez olasz (friuli) munkások települtek be, akiknek nagy része végleg ideköltözött. Eredetileg Bellune, Pontebba és Barcis vidékéről származtak. A második világháború előtt olasz iskola működött a faluban, 1963–65-ben pedig még tizenegy friuli család élt a településen, és az idősebbek még beszélték a nyelvet.
1918 előtt Hunyad vármegye Hátszegi járásához tartozott.

## Látnivalók
- Román stílusú, de későbbi gótikus elemeket is őrző református temploma a 13. század második feléből való. Párhuzamait a magyarországi szerzetesi, főként ciszterci építkezésben találhatjuk meg. A Hátszegi-medence közepén fekvő templom modellként szolgált a vidék későbbi, főként kenézi alapítású kőtemplomai számára, amelyek építőmesterei sokkal szerényebb eszközökkel még évszázadokkal később is utánozták. A 14. század elején készült, alsó freskóréteg töredékeit Rómer Flóris tárta fel. A bejárattól jobbra megmaradt a leprásokat ápoló Árpád-házi Szent Erzsébet ábrázolása. Szent Pál halálának ábrázolása alatt latin nyelvű felirat volt olvasható. A mai is látható, az egész hajót beborító bizánci stílusú freskókat és az apszis apostolait valószínűleg a 15. század közepe táján, a Kendeffyek birtoklásának kezdetén készítette egy talán Havasalföldről érkezett mester. Ez a réteg viszonylag épen és teljesen őrződött meg a későbbi vakolatréteg alatt, eltekintve attól, hogy a szentek szemét valószínűleg a református hívek kiszurkálták. Ha a freskók készítése idején a templom rítusa is megváltozott, úgy 1484-ben már ismét a katolikusoké volt, amire Holyczer Márton gyulafehérvári kanonok ekkor készült bevésése utal. 1555 előtt lett a reformátusoké. Néhány ezután, 1562 és 1591 között készült, cirill betűs karcolás talán arra utal, hogy – mint más Hátszeg vidéki templomok esetében – a reformátusok ezt is közösen használhatták az ortodoxokkal. Az 1591-es dátumot követően egységesen latin betűs bevéséseket találtak. 1642-ben az egész templombelsőt lemeszelték. 1788-ban a törökök megrongálták. 1810-ben Chiril Țopa görögkatolikus vikárius saját egyháza számára próbálta megszerezni. Az 1870-es években a Műemlékek Országos Bizottsága tárta fel középkori freskóit. Az eredmények publikálása után terjedt el a román írástudók körében az a vélemény, hogy a templom ortodox alapítású. Ezt nemcsak a festmények utólagos volta, de az épület stílusának kontextusa is cáfolja. 1908-ban Möller István vezetésével teljes, műemléki szempontú felújítást végeztek rajta. Azóta csak részlegesen javítgatták, és állapota mára a beázások miatt kritikussá vált.
- A Kendeffy-kastély 1782-ben, barokk stílusban épült. Kendeffy Árpád 1871 és 75 között neogótikus stílusban újjáépítette és angolparkkal vette körül. 1882-ben a kastély vendége volt Rudolf trónörökös feleségével, Stefániával. Az 1960-as években nyári gyermektáborként használták, állaga leromlott. 1972-ben felújították, tornyát teljesen újraépítették, és a nyolcvanas évektől 32 szobás szállodaként működött. Egykori építtetőinek örökösei 2006-ban visszakapták.

## Képek

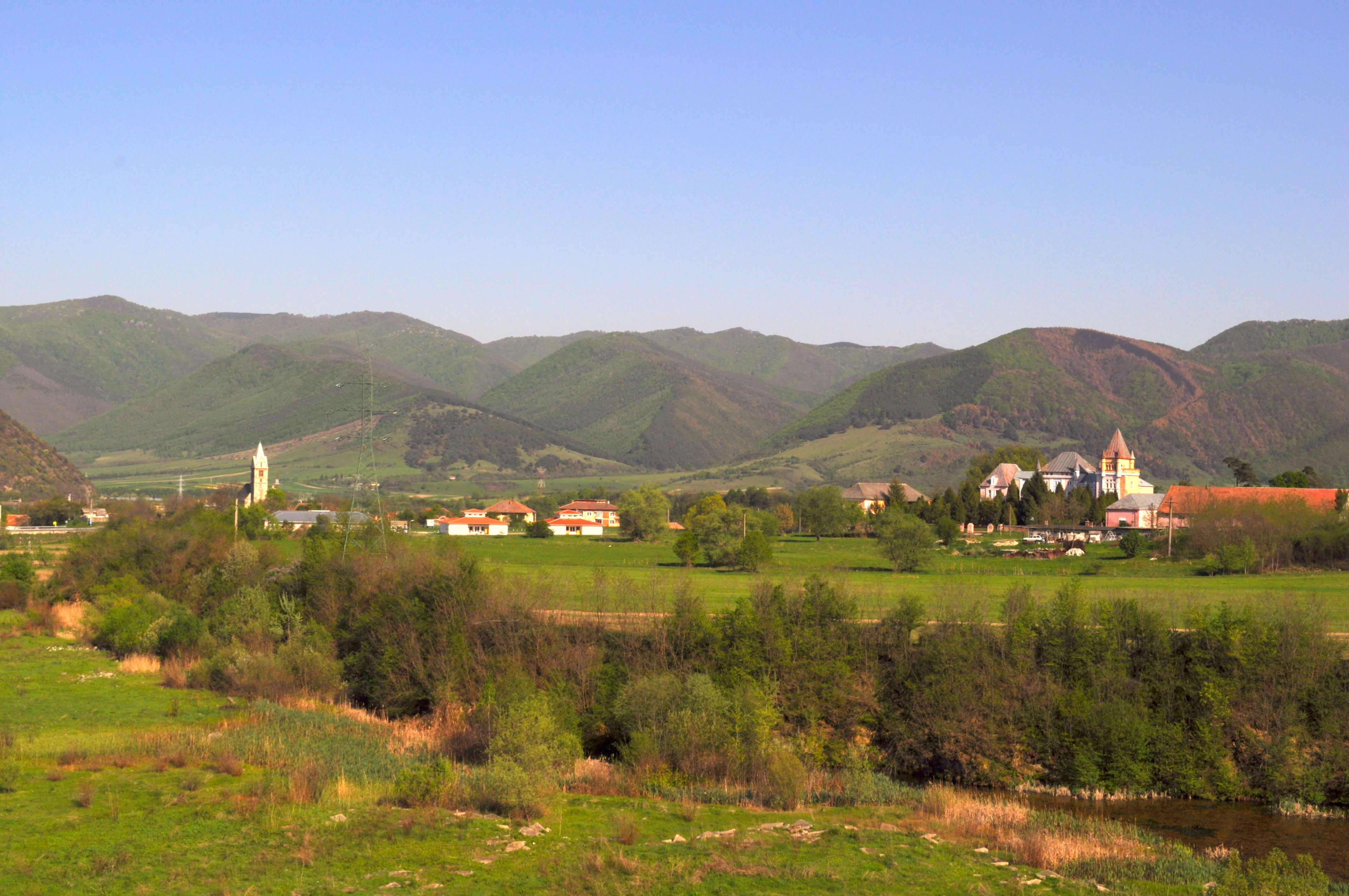
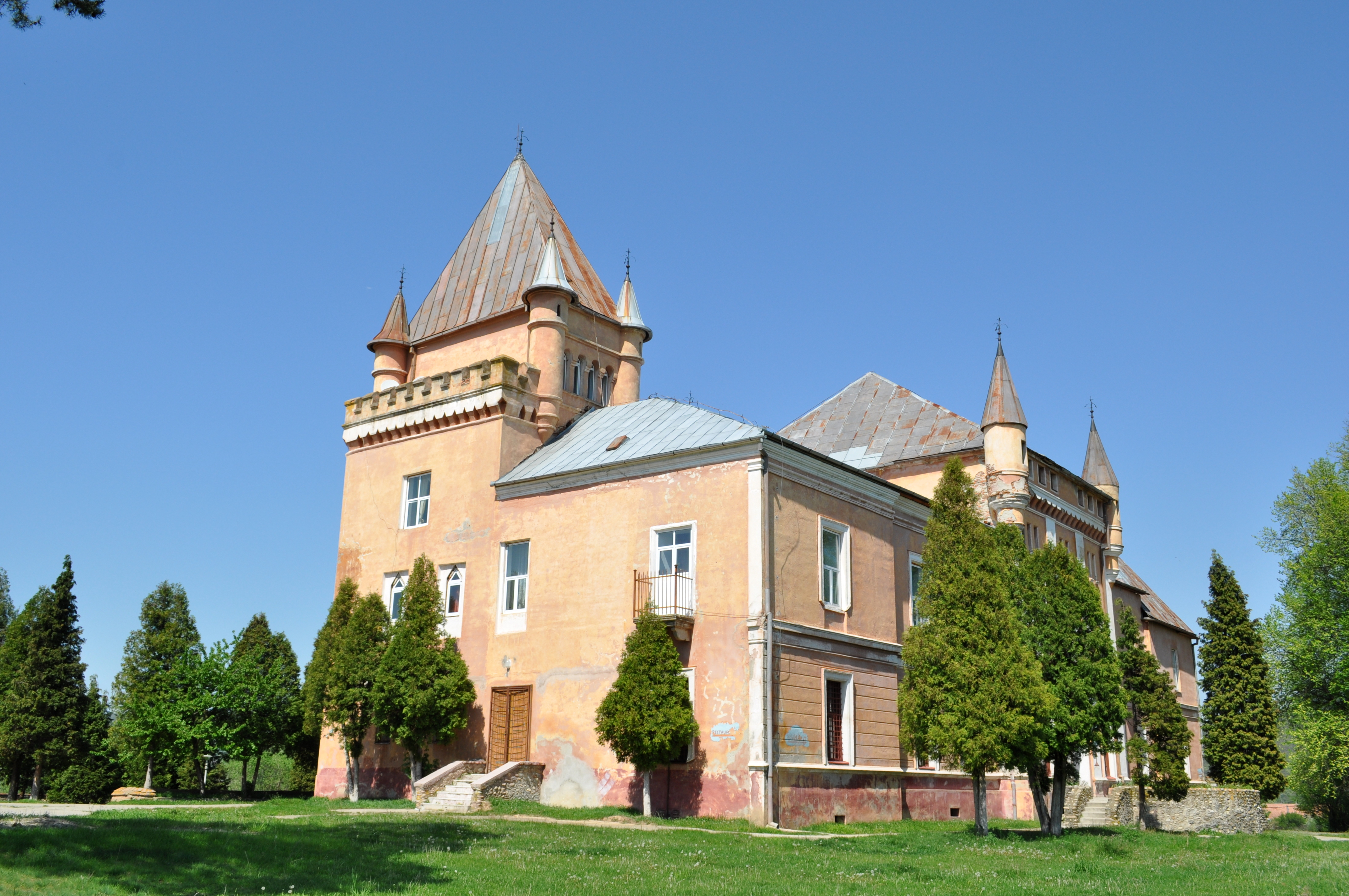